# Tetracanthagyna plagiata
Tetracanthagyna plagiata là một loài chuồn chuồn trong họ Aeshnidae. Loài này được Waterhouse mô tả khoa học lần đầu năm 1877. Loài này được tìm thấy khắp thềm Sunda, được ghi nhận ở Thái Lan, Malaysia bán đảo, Singapore, Sumatra và Borneo. Đây là loài điển hình của chi Tetracanthagyna.
Đây là loài chuồn chuồn nặng nhất còn tồn tại, loài chuồn chuồn lớn thứ hai tính theo sải cánh (chỉ đứng sau Megaloprepus caerulatus thuộc họ Pseudostigmatidae) và cũng là loài chuồn chuồn ngô lớn nhất còn tồn tại, với sải cánh tối đa là 163 mm, vượt quá sải cánh của á quân Petalura ingentissima là 162 mm.

## Phân loại
Tetracanthagyna plagiata ban đầu được Charles Owen Waterhouse mô tả vào năm 1877 dưới tên Gynacantha plagiata, phân loại thuộc chi Gynacantha hiện đã tách biệt, loài điển hình được liệt kê tồn tại ở Borneo. Robert McLachlan cho biết rằng đồng nghiệp của ông là Edmond de Sélys Longchamps đã đề xuất tách T. plagiata khỏi các thành viên khác trong chi Gynacantha như một phân loài riêng biệt mà ông gọi là Tetracanthagyna. Theo cách nói của ông, quyết định này là do "hình dạng của đoạn bụng thứ mười ở con cái." Năm 1891, trong cuốn sách Kritik des Systems der Aeschniden, Ferdinand Karsch không công nhận sự phân loại được đề xuất như một phân chi hợp lệ. Tuy nhiên, Robert McLachlan viết trong Transactions of the Royal Entomological Society of London, khi xem xét các tài liệu có sẵn đã nói rằng "Tetracanthagyna không chỉ hợp lệ mà còn có lẽ là mối quan hệ của loài này với Gynacantha, không quá thân mật như người ta nghĩ." Phân tích của ông đã đưa ra phân chi được đề xuất của Tetracanthagyna lên cấp độ của một loài riêng biệt. Việc phân loại lại Gynacantha plagiata thành Tetracanthagyna plagiata, được coi là loài điển hình của chi mới được thiết lập.

## Mô tả
Tetracanthagyna plagiata là một loài chuồn chuồn lớn có thân màu đen với đôi cánh lớn. Ngực có màu đen, với mặt bên của ngực tổng hợp (synthorax) được đánh dấu bằng hai dải màu vàng nhạt, phân biệt loài này với các dải màu nâu đỏ của loài Tetracanthagyna brunnea có liên quan. Bụng có màu nâu đỏ và hình trụ, dài 100 mm (3,9 in), và thu hẹp kích thước đến đầu bụng. Tetracanthagyna plagiata có kiểu sọc ngang ở phần xa của cánh trước và cánh sau, với con đực và một số con cái có các vệt màu sẫm ở sườn. Chỉ một số mẫu vật T. plagiata thiếu các dải sẫm màu. Theo Leonard Tan của blog Singapore Odonata, con đực thiếu các mảng màu nâu ngang gần chót cánh mà con cái có. Ngoài sự khác biệt về kiểu dáng cánh, con đực và con cái của loài này có ngoại hình rất giống nhau.
Tetracantagyna plagiata là loài dị hình giới tính. Con đực nhỏ hơn con cái. Con cái có chiều dài cánh sau là 80–84 mm, trong khi ở con đực là 76 mm. Con cái có một chiếc đĩa có răng trên bụng, một cơ quan hình cây chĩa dùng để khoét các lỗ trên bề mặt bên dưới cơ thể hoặc để giữ trên bề mặt trong quá trình đẻ trứng. Con đực có một cặp thùy, giúp hướng dẫn cơ quan sinh dục cái vào vị trí thích hợp trong quá trình giao phối, nằm trên đoạn bụng thứ hai.

## Loài chuồn chuồn lớn nhất
Đây là loài nặng nhất trong số các loài chuồn chuồn trong bộ Odonata còn tồn tại, là loài chuồn chuồn lớn nhất còn tồn tại trong phân bộ Chuồn chuồn ngô và là loài chuồn chuồn còn tồn tại lớn thứ hai về tổng thể, sau loài chuồn chuồn kim Megaloprepus caerulatus. Tetracanthagyna plagiata được biết là có sải cánh dài tới 163 mm, với chiều dài cơ thể 100 mm. Điều này khiến T. plagiata trở thành loài chuồn chuồn ngô còn tồn tại lớn nhất, vượt qua Petalura ingentissima với chiều dài 162 mm. Có một số điều không chắc chắn về trọng lượng của loài này. Paulson (2019) nói rằng không có hồ sơ trọng lượng nào cho T. plagiata. Tuy nhiên, hầu hết các nhà nghiên cứu đều đồng ý rằng con cái của T. plagiata là loài chuồn chuồn nặng nhất còn tồn tại. Corbet (1999) tuyên bố rằng một cá thể đực của loài Tetracanthagyna plagiata có sải cánh sau là 144 mm (5,7 in). Sải cánh của mẫu vật T. plagiata được lưu giữ tại Bảo tàng Lịch sử Tự nhiên Lee Kong Chian (trước đây là Bảo tàng Nghiên cứu Đa dạng Sinh học Raffles) nằm trong khoảng từ 134 mm đến 144 mm, với một báo cáo khác cho biết T. plagiata có sải cánh dài 160 mm, đưa T. plagiata trở thành loài chuồn chuồn ngô lớn nhất Đông Nam Á.
Về kích thước của T. plagiata, các nghiên cứu của Dorington (2012) đã chỉ ra rằng hoạt động săn mồi trên không sẽ ức chế sự phát triển kích thước hơn nữa của các loài chuồn chuồn ngô còn tồn tại. Các mẫu vật của cả loài này và loài Petalura ingentissima đều được đo chiều dài cánh sau của chúng cho nghiên cứu nói trên. Các mẫu vật được lưu giữ tại Bảo tàng Lịch sử Tự nhiên, London có chiều dài cánh sau là 84–86 mm.

## Vòng đời

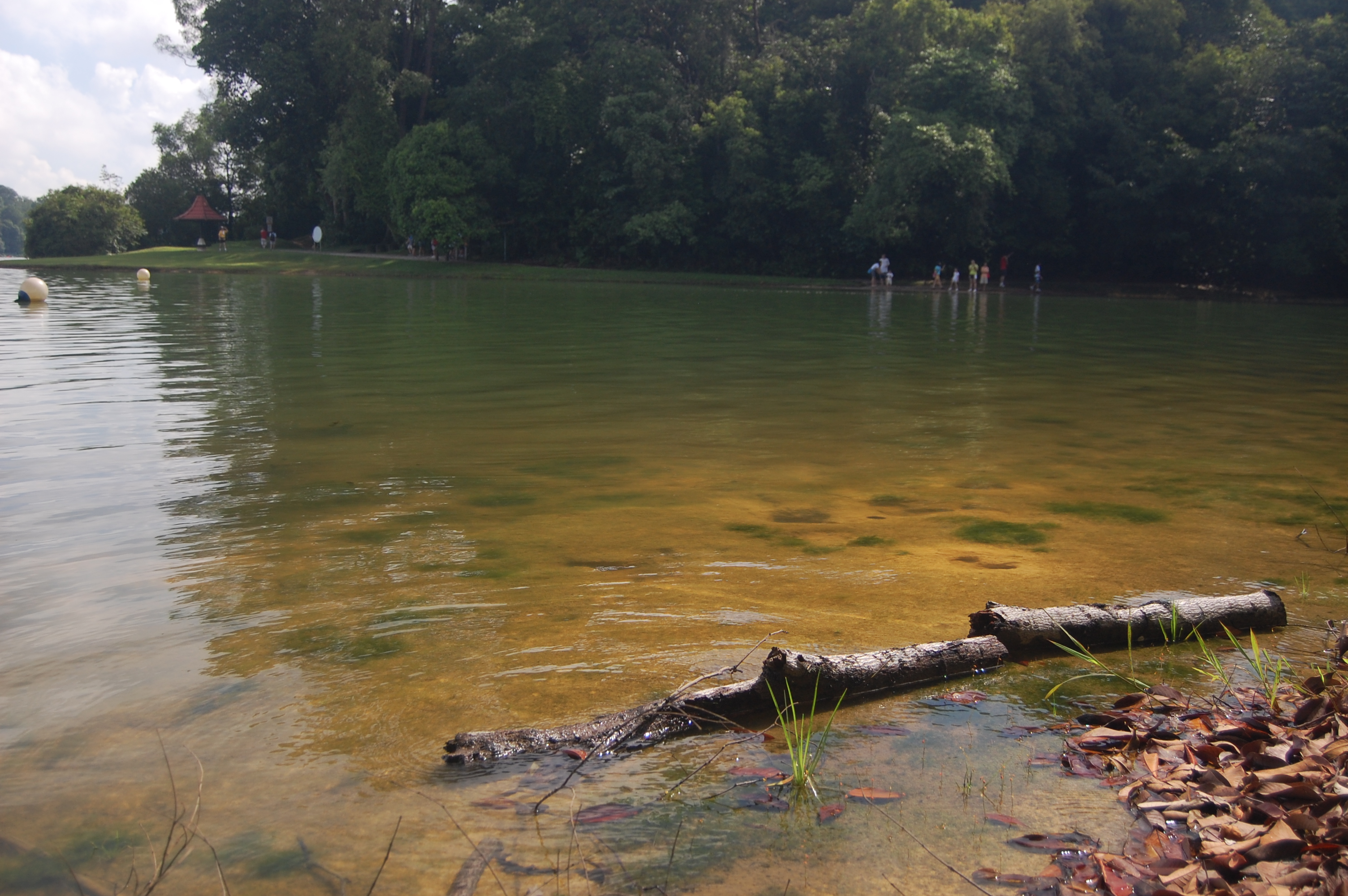
Con cái loài T. plagiata đẻ trứng vào những khúc gỗ mục nát. Một con cái đã được quan sát tại MacRitchie Reservoir (trong ảnh), thể hiện hành vi nói trên.

Con cái đẻ trứng trong các khúc gỗ mục nát và các chất nền mềm khác được bao phủ bởi rêu theo dòng suối thông qua việc đưa cơ quan đẻ trứng của chúng vào khúc gỗ mục nát. Trước khi làm như vậy, con cái sẽ cạo bề mặt trong một phút để chuẩn bị bề mặt trong khi cong bụng. Một con cái đã được MacRitchie Reservoir phát hiện có hành vi nói trên. Watanabe (2003) đã ghi lại cảnh một con T. plagiata cái đẻ trứng vào gỗ mục, cách mặt nước 150 cm.
Ấu trùng của Tetracanthagyna plagiata trước đây chưa được khoa học biết đến, không giống như ấu trùng của các loài liên quan. Các nghiên cứu về loài Tetracanthagyna waterhousei ở Hồng Kông đã ghi nhận sự ăn thịt của ấu trùng cá và sự phát triển từ vỏ lột mà con trưởng thành để lại. Các nghiên cứu tiếp theo được thực hiện vào năm 2010 bởi Orr và cộng sự. sử dụng ấu trùng được xác định bằng vỏ lột và được thu thập từ các dòng suối rừng di chuyển chậm mà từ đó các mẫu vật trưởng thành của T. plagiata được quan sát thấy đang nổi lên, những mẫu vật này được xác định bằng kích thước so sánh lớn và hình dáng các đường vân đặc biệt của chúng. Ấu trùng được tìm thấy trong Khu bảo tồn thiên nhiên lưu vực trung tâm của Singapore tại hai địa điểm riêng biệt (hồ chứa MacRitchie và rừng đầm lầy Nee Soon). Trong điều kiện nuôi nhốt, ấu trùng được nuôi trên tôm tồn tại (Macrobrachium lanchesteri), cá nhỏ hoặc giun tubifex (Tubifex tubifex). Người ta tin rằng ấu trùng ăn các loài tôm Macrobrachium trompii và Caridina temasek, cũng như cá da trơn, cá chép, cá kìm và nòng nọc trong tự nhiên. Giải phẫu xúc giác gợi ý một sự chuyên môn hóa hướng tới việc săn mồi những con mồi lớn hơn. Không giống như ấu trùng của các thành viên khác trong chi Tetracanthagyna, ấu trùng của loài này là loài rình mồi hơn là chủ động săn con mồi, ẩn mình bằng cách trông giống như một cây gậy khi chờ đợi con mồi. Ấu trùng cũng có biểu hiện đại tiện theo đường đạn đạo, theo đó ấu trùng sẽ bắn phân của chúng, một chiến thuật có thể tránh bị các con mồi tiềm năng phát hiện do có một đám mây phân gây ô nhiễm.
Orr và cộng sự., trong mô tả ấu trùng tuổi đầu tiên của T. plagiata, đã mô tả ấu trùng này là một ấu trùng chuồn chuồn ngô lớn dài. Hình dáng của ấu trùng chủ yếu là góc cạnh, và ấu trùng có một đường vân "đặc biệt, rõ rệt" trên đầu. Màu sắc sọc trên chân của ấu trùng là điểm khác biệt duy nhất so với vẻ ngoài sẫm màu của nó. Chân của ấu trùng ngắn và khỏe, thích hợp để thực hiện việc leo bám trên các bề mặt. Môi khớp có phần trước chắc khỏe với sự giãn nở về phía xa, và càng của môi khớp mỏng và ngắn; viền bên trong có răng cưa dọc theo móc cuối (terminal hook) của nó. Vỏ lột của con đực dài 57,5 mm (2,26 in) và của con cái dài 62 mm (2,4 in). So với ấu trùng của các loài liên quan T. waterhousei và T. degorsi, ấu trùng của T. plagiata có đầu góc cạnh hơn.
Chuồn chuồn trưởng thành kiếm ăn vào lúc bình minh và hoàng hôn và bị thu hút bởi ánh sáng. Giống như các thành viên khác trong họ Aeshnidae, chúng thể hiện lối sinh hoạt lúc hoàng hôn, bay trong thời kỳ chạng vạng.

## Phân bố
Loài này được tìm thấy ở Đông Nam Á, khắp vùng địa sinh học Sundaland. Loài này được tìm thấy ở Thái Lan, Malaysia, Singapore, Brunei và Indonesia.
Frank Fortescue Laidlaw (1901) mô tả T. plagiata được ghi nhận ở các đảo Sumatra và Borneo. René Martin (1909) mô tả T. plagiata được tìm thấy ở Borneo, Sumatra và Melaka. MA Lieftinck (1954) tuyên bố rằng T. plagiata cũng được tìm thấy ở Singapore và là thành viên duy nhất của chi Tetracanthagyna trên đảo. T. plagiata cũng đã được ghi nhận ở bang Johor trên Bán đảo Mã Lai.

### Môi trường tồn tại
Ấu trùng đực được tìm thấy ở các dòng suối chảy chậm rộng khoảng 1 mét (3 ft 3 in) và sâu 0,6 mét (2 ft 0 in) trong rừng thứ sinh với chất nền bao gồm hỗn hợp cát và bùn. Các dòng suối có ấu trùng Tetracanthagyna plagiata được quan sát có chứa chất hữu cơ, bao gồm cành cây và lá rụng. Ấu trùng cái được tìm thấy trong điều kiện tương tự, với thảm thực vật như cây cói và dương xỉ trong môi trường tồn tại của dòng suối bên cạnh những cây cung cấp bóng mát. Con trưởng thành được tìm thấy ở các khu rừng đất thấp nguyên sinh và thứ sinh.

## Các mối đe dọa và bảo tồn
Tetracanthagyna plagiata được Sách đỏ IUCN đánh giá vào năm 2010 là loài ít quan tâm. Báo cáo của IUCN cho biết T. plagiata có khả năng bị đe dọa do khai thác gỗ trong môi trường tồn tại của nó, suy thoái môi trường do phát triển khai thác mỏ cũng như do các đồn điền trồng gỗ và bột giấy.
Trong một cuộc khảo sát các loài chuồn chuồn được thực hiện tại các khu bảo tồn thiên nhiên ở Singapore, DH Murphy đã liệt kê loài này là "hiếm" trong Rừng đầm lầy Nee Soon của Singapore. Y. Norma-Rashid chứng thực lời giải thích này, liệt kê loài này là "hiếm" trong danh sách kiểm tra chuồn chuồn Singapore. Murphy còn cho biết rằng báo cáo của ông là một "ghi nhận cũ". Ông tiếp tục mô tả loài này là "hoàn toàn bị giam giữ" trong Rừng đầm lầy Nee Soon. Leong và cộng sự sau đó báo cáo rằng loài này đã được nhìn thấy nhiều lần bên ngoài Rừng đầm lầy Nee Soon, được tìm thấy trong bối cảnh rộng lớn hơn của Khu bảo tồn thiên nhiên lưu vực trung tâm ở Singapore. Trong bản sửa đổi năm 2016 của công trình trước đây của Murphy và bản cập nhật về tình trạng bảo tồn quốc gia đối với nhiều loài Odonata, T. plagiata được liệt kê là "Hạn chế & Không phổ biến", nhận được chỉ định "Loài sắp nguy cấp".